# 山东东西道宣慰司
山东东西道宣慰司，又称山东宣慰司，元朝在山东设立的行政机构宣慰司。
元世祖中统三年（1262年），设济南、滨州、棣州、益都等路宣慰司，治所在济南路（治今山东省济南市）属中书省直辖。至元二年（1265年）废除。二十二年（1285年）复设济南路宣慰司，即山东东西道宣慰司。二十四年（1287年），治益都路（治今山东省青州市）。元武宗至大二年（1309年）分管益都路、济南路、般阳路、宁海州。另有山东东西道肃政廉访司、山东东西道提刑按察司，元朝御史台直辖的内八道之一，置司于济南路。明太祖洪武九年（1376年）改为山东等处承宣布政使司。 